# Bednary (Pobiedziska)
Bednary ist ein Dorf der Gemeinde Pobiedziska im Powiat Poznański in der Woiwodschaft Großpolen im westlichen Zentral-Polen mit einem Schulzenamt. Der Ort befindet sich etwa 8 km nordwestlich von Pobiedziska und 20 km nordöstlich der Landeshauptstadt Poznań.

## Geschichte
Der Ort gehörte nach der Zweiten Teilung Polens 1793 zum Kreis Schroda und ab 4. Januar 1900 zum Kreis Posen-Ost. 1885 hatte der Ort zwei Wohnplätze mit 21 Haushalten in 14 Wohngebäuden auf einer Fläche von 85 ha. Von den 106 Einwohnern waren 41 evangelisch und 65 katholisch. Im Jahr 1903 wurde der Ort in Bednary Hauland umbenannt. Das Gemeindelexikon für das Königreich Preußen von 1905 gibt für Bednary Kolonie 15 bewohnte Häuser auf 91,5 ha Fläche an. Die 138 Bewohner, die sich aus 29 deutschsprechenden Protestanten, 109 polnischsprechenden Katholiken zusammensetzten, teilten sich auf 25 Haushalte auf. Die evangelische Gemeinde gehörte zum Kirchspiel Pudewitz, die katholische zum Kirchspiel Wronczyn. 1910 hatte der Ort 151 Einwohner. Von 1939 bis 1945 trug der Ort den Namen Tonndorf.
In den Jahren 1975 bis 1998 gehörte der Ort zur Woiwodschaft Posen. Zum Schulzenamt gehört auch der Ort Wronczynek.

## Wirtschaft und Infrastruktur

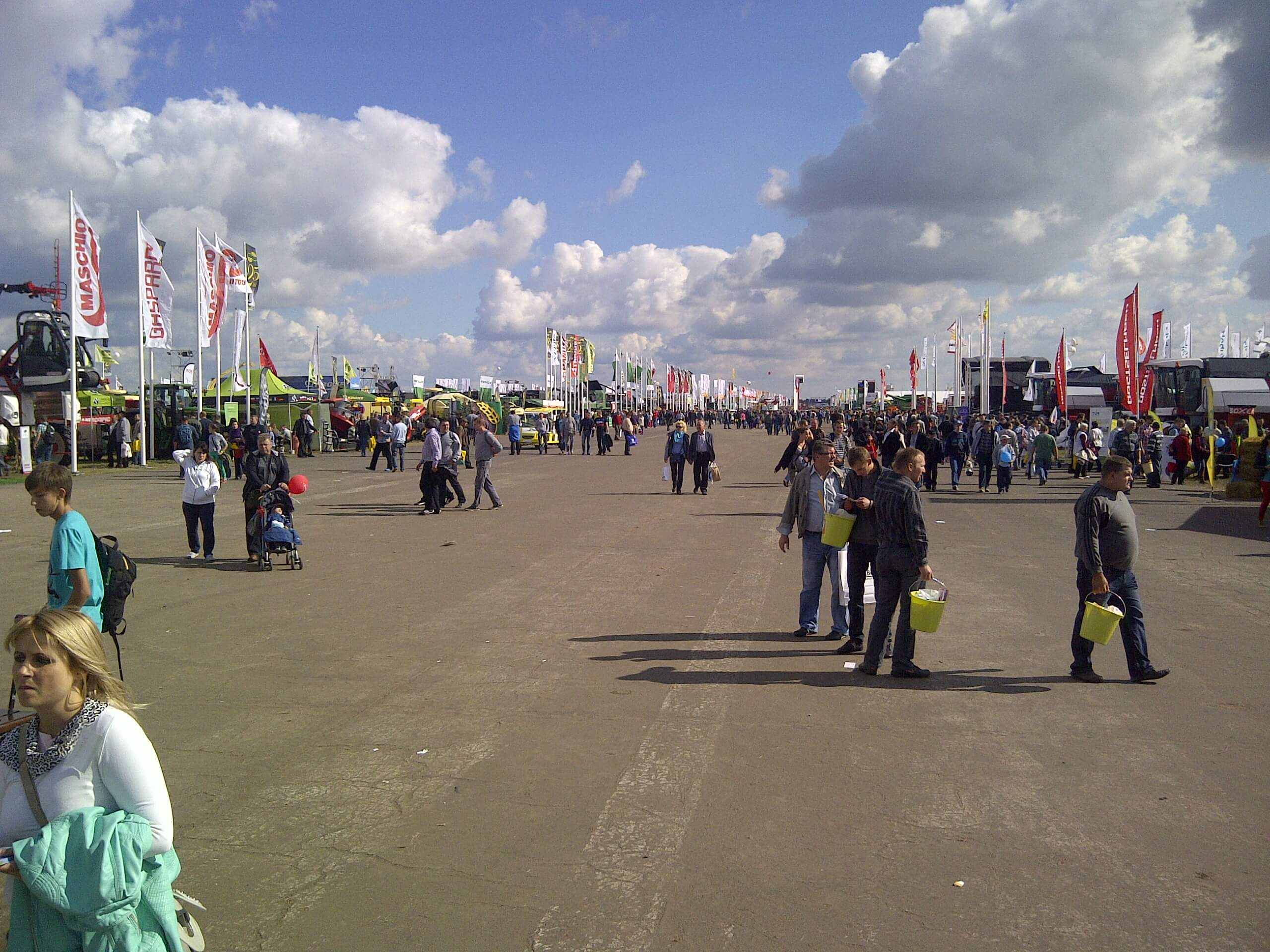
Agro-Show 2015

Der Ort verfügt über einen ehemaligen militärischen Flugplatz.
Jährlich findet dort die internationale Agrarmesse Agro Show statt.